# Centre militaire d'études stratégiques
Le Centre militaire d'études stratégiques (en italien, Centro Militare di Studi Strategici - Ce.MI.S.S. ) est un institut de recherche dépendant du Ministère de la Défense italien, l'une des trois entités autonomes qui composent le Centre de hautes études pour la Défense (Centro Alti Studi per la Difesa - C.A.S.D.).
Il réunit à la fois du personnel militaire en provenance de toutes les forces armées italiennes et du personnel civil.
Son siège se situe au centre de Rome, dans un prestigieux bâtiment historique: Palazzo Salviati.
Cet institut est organisé en trois départements, chacun ayant des compétences précises :
- Relations internationales
- Sociologie militaire
- Sciences, technologie, économie et politique industrielle.

Les tâches institutionnelles du Ce.Mi.S.S. sont les suivantes :
- Activités d'études et de recherche dans les domaines stratégique, politique et militaire ;
- Encouragement de collaborations entre les forces armées et les universités, les instituts de recherche nationaux et étrangers, ainsi que les administrations et les organismes publics exerçant des activités d'étude dans le secteur de la sécurité et de la défense ;
- Formation de chercheurs scientifiques militaires ;
- Incitation à la spécialisation des jeunes chercheurs italiens ;
- Publication des études les plus intéressantes.